# Puig de les Bruixes
Puig de les Bruixes är ett berg i Spanien.   Det ligger i provinsen Província de Girona och regionen Katalonien, i den östra delen av landet, 600 km öster om huvudstaden Madrid. Toppen på Puig de les Bruixes är 1 393 meter över havet, eller 83 meter över den omgivande terrängen. Bredden vid basen är 0,69 km.
Terrängen runt Puig de les Bruixes är huvudsakligen kuperad, men västerut är den bergig.Runt Puig de les Bruixes är det ganska glesbefolkat, med 21 invånare per kvadratkilometer. Närmaste större samhälle är Olot, 16,8 km söder om Puig de les Bruixes. I omgivningarna runt Puig de les Bruixes växer i huvudsak blandskog.